# Leucosia formosensis
Leucosia formosensis is een krabbensoort uit de familie van de Leucosiidae. De wetenschappelijke naam van de soort is voor het eerst geldig gepubliceerd in 1937 door Sakai.